# Переяславка (Амурська область)
Переяславка (рос. Переясловка) — село у Октябрському районі Амурської області Російської Федерації. Розташоване на території українського історичного та етнічного краю Зелений Клин.
Входить до складу муніципального утворення Переяслівська сільрада. Населення становить 57 осіб (2018).

## Історія
З 20 жовтня 1932 року входить до складу новоутвореної Амурської області.
З 1 січня 2006 року органом місцевого самоврядування є Переяслівська сільрада.

## Населення
| 2002 | 2010 | 2012 | 2013 | 2014 | 2015 | 2016 |
| ---- | ---- | ---- | ---- | ---- | ---- | ---- |
| 210  | ↘112 | ↘106 | ↘99  | ↘90  | ↗91  | ↘78  |
| 2017 | 2018 |      |      |      |      |      |
| ↘68  | ↘57  |      |      |      |      |      |